# Amicale FC
A Digicel Amicale FC labdarúgócsapata Vanuatu fővárosának Port Vilának egyik legelismertebb együttese.

## Története
Vanuatu második legeredményesebb csapata hatszor nyerte meg a Port Vila Football League bajnoki címét. Az Óceániai Bajnokok Ligájában két alkalommal sikerült a döntőbe jutniuk, de a 2010–11-es és a 2013–14-es sorozatban is az új-zélandi Auckland City bizonyult jobbnak.

## Sikerlista
- 6-szoros vanuatui bajnok: 2009–10, 2010–11, 2011–12, 2012–13, 2013–14, 2014–15

- 4-szeres National Super League bajnok: 2010, 2011, 2012, 2015

### Nemzetközi
- 2-szeres Óceániai Bajnokok Ligája döntős: 2011, 2014

## Játékoskeret
2017-től
| #  |         | Poszt | Név               |
| -- | ------- | ----- | ----------------- |
| 3  | Vanuatu | V     | Goshen Donna      |
| 4  | ITA     | V     | Gianmaria Liburdi |
| 14 | Vanuatu | V     | Alphonse Bongnaim |
| 7  | ITA     | KP    | Antonio Violi     |
| 12 | Vanuatu | KP    | Dominique Fred    |
| 22 | Vanuatu | KP    | Jackson Temarkon  |
| 5  | ITA     | CS    | Francesco Perrone |
| 8  | Vanuatu | CS    | Jack Wetney       |
| 13 | Vanuatu | CS    | Francois Sakama   |
| 24 | Vanuatu | CS    | Octave            |

## Fordítás
- Ez a szócikk részben vagy egészben  az   Amicale F.C. című angol Wikipédia-szócikk fordításán alapul.  Az eredeti cikk szerkesztőit annak laptörténete sorolja fel. Ez a jelzés csupán a megfogalmazás eredetét és a szerzői jogokat jelzi, nem szolgál a cikkben szereplő információk forrásmegjelöléseként.